# Хвани ме, ако можеш
„Хвани ме, ако можеш“ (на английски: Catch Me If You Can) е американски филм от 2002 г. с режисьор Стивън Спилбърг и участието на Леонардо ди Каприо и Том Ханкс.
Сюжетът е базиран на едноименната автобиографична книга на фалшификатора Франк Абагнейл, който още преди деветнайсетия си рожден ден успешно открадва милиони долари, представяйки се за самолетен пилот, доктор, адвокат и прокурор. Основното му престъпление било подправянето/фалшифицирането на чекове, накрая станал толкова добър в това, че ФБР се обърнало към него, за да залавя други измамници.

## Сюжет
През 1969 г. измамникът Франк Абагнейл  (Леонардо ди Каприо) е задържан в Марсилия, Франция. Агентът на ФБР Карл Ханрати (Том Ханкс) пристига да го види, но Франк урежда шега под формата на бягство, като по този начин измамва Ханрати.
1963 година. Франк Абагнейл -младши, който е 16-годишен син на почтен член на един от американските клубове Абагнейл -старши (Кристофър Уокън), заедно със семейството си, е принуден да се премести от Ню Йорк в друг град и да купи нов апартамент, тъй като банката на баща му му отказала. На рождения ден на Франк баща му му подарява банков чек. В новото училище Франк, възползвайки се от отсъствието на учител по френски, се представя за новия учител и преподава на учениците, поставя оценки, възлага домашни и дори завежда учениците до френска хлебопекарна. Седмица по-късно нещата са разкрити и Франк е повикан при директора. Франк скоро научава, че родителите му се развеждат. Когато го молят да избере с кого от тях ще живее, Франк бяга от вкъщи. Така започва историята на измамника.
Представяйки се за журналист в училищен вестник, Франк научава от бивш пилот за чековете на панамериканските пилоти, след което лесно фалшифицира такъв чек и поръчва униформа на пилот. Работейки в компанията като пилот, Франк лети до различни части на света и получава три милиона долара благодарение на измамата, въпреки че просто седи в пилотската кабина с пилотите като член на екипа. Той дори пише за успехите си на баща си. Те започват да го уважават в различни вагони, Абагнейл се обажда на баща си и се среща с него. Той казва, че му е купил кола и иска да се вози с него с майка си, но баща му казва, че тя вече живее с новия си съпруг другаде. Франк продължава кариерата си, а специален агент Карл Ханрати започва да разследва случаите му, тъй като Абагнейл вече е осребрил чекове в САЩ. Заедно с двама партньори той посещава майката на Франк и след това излиза при него, когато Франк се настанява в хотела. Ханрати го открива и го арестува точно в стаята му, но той се представя за агент на тайната служба Бари Алън и казва, че уж вече е арестувал Абагнейл и му връчва личната карта по дело. След като Карл взема портфейла си, Франк си тръгва. Карл отваря корицата и вижда парчетата хартия, осъзнавайки, че Абагнейл го е измамил и опозорил. Ханрати е ядосан и е на път да го хване. Скоро научава, че Абагнейл използва за псевдоним името на герой от комиксите, Flash, и заключава, че измамникът е непълнолетен. Абагнейл се обажда на Карл и моли да го извини и да не го преследва повече, но той обещава да го хване. Франк организира парти в дома си, след което на следващата сутрин тръгва в болницата, където среща млада служителка Бренда (Ейми Адамс). Франк скоро започва връзка с нея. Той получава работа в болницата като главен лекар, като го прави под името Франк Конърс. Когато обаче на Aбагнейл се налага да извърши операция, той бяга от отделението, тъй като не знае как да оперира. Той се запознава и с родителите на Бренда, които са в противоречие с дъщеря им. Той получава работа като адвокат на Роджър Стронг (Мартин Шийн), който е неин баща. Скоро той се подготвя за сватбата.
Карл разглежда къщата на Франк след партито и скоро се връща при него. Точно в навечерието на сватбата той и агентите му идват на партито, но Абагнейл и Бренда се заключват в стаята ѝ. Франк ѝ разкрива кой е в действителност и ѝ показва много пари, след което бяга и обещава да се срещне с нея на летището сутринта. Ханрати наблюдава момичето и Франк трябва да я напусне. Той отново става пилот и организира състезание за момичета, които мечтаят да станат стюардеси, и благодарение на този трик, незабелязан с момичетата, той се качва на самолета точно под носа на Карл. Франк продължава да работи и се къпе в пари и скоро отново се среща с баща си. След като научава за майка си, Франк напуска Щатите и отива в малко селце във Франция, където баща му среща майка му по време на освобождението на страната от Френска окупация от нацистите. Ханрати научава, че Франк е измамник в чужда държава. Той пътува до Франция и намира Абагнейл, но отказва да се предаде и е на път да избяга. Карл го убеждава, че полицията го чака на изхода и ще го убият и след малко колебание Франк се съгласява. Когато си тръгват, пристига полицията и отвежда Франк със себе си. Ханрати обещава да го върне в САЩ.
По-нататък се казва, че Ханрати все още е „отнел“ Франк от френските власти. През 1969 г. той лети с Абагнейл до Америка със самолет, за да се срещне с баща си, но в самолета Карл признава на Абагнейл, че баща му е починал, след като е паднал от стъпалата на гарата. Карл казва, че просто не е искал да го разстрои преди време, но Франк се заключва в тоалетната и, когато самолетът седи на летището, избяга от самолета пред Карл. Абагнейл  хуква към къщата, където живее майка му Паула (Натали Бай) и вижда през прозореца полусестра си. Той изпада в отчаяние и когато ФБР пристига с Карл Ханрати, доброволно се предава. Абагнейл е затворен за 12 години. Карл го посещава и му носи комикси, след което му предлага да работи за ФБР, за което срокът на присъдата на Франк ще бъде съкратен. Франк се съгласява и заедно с Карл започва да разследва случая на свой „последовател“, започнал да използва фалшиви банкови чекове. По време на работата си Франк решава да избяга и предрешен като пилот с фалшив чек се подготвя да излети. Ханрати го настига и казва, че сега никой не държи Франк и че той сам трябва да избере своя път, и след това си тръгва. В края на филма Франк все пак се връща във ФБР и заедно с Карл започват разговор за измамника. Финалните надписи съобщават, че Франк Абагнейл е освободен от затвора след 4 години за сътрудничество с ФБР.

## Производство
Франк Абагнейл продава автобиографията си за филма през 1980 г. Изпълнителният продуцент Мишел Шейн придобива правата върху филма през 1990 г. за Paramount Pictures. През декември 1997 г. Бари Кемп закупува филмовите права на Шейн, предадава проекта DreamWorks и Джеф Натансън, който написава. До април 2000 г. Дейвид Финчър е обвързан с филма в продължение на няколко месеца, но го отказа в полза на Паник стая. През юли 2000 г. Леонардо ди Каприо води преговори за изпълнението на главната роля. Стивън Спилбърг подписа с продуцент и снимките започват през март 2001 г.

### Заснемане
Първоначалните заснемания в Лос Анджелис са насрочени за януари 2002 г., но по-късно са отложени за 7 февруари. Снимките се провеждат в Бърбанк (Калифорния) , Дауни, Ню Йорк, Международно летище Торонто Пиърсън (което става международно летище Маями за филма), Квебек Сити и Монреал. Филмът е заснет на 147 различни места само за 52 дни. Според Ди Каприо „сцените, за които смятахме, че ще отнеме три дни, заснемането отне един ден“. Заснемането се провежда от 25 април до 30 април на Парк Авеню в Манхатън, близо до хотел Уалдорф Астория. Продукцията се премества в Ориндж, Ню Джърси и се връща в Бруклин за сцените на банката и съда. Заснемането се провежда и в полетния център на ТЛА на международното летище Джон Кенеди. Град Квебек е избран заради европейския си характер и френския дух. Place Royale в Стария Квебек играе ролята на френския град църквата, срещу която се състоя сцената на ареста – Нотр Дам де Виктоар. Заснемането приключва на 12 май в Монреал.

## Историческа точност
Въпреки разликата от реалните събития, Aбагнейл вярва, че Спилбърг е единственият режисьор, който „може да направи този филм справедлив“. Въпреки това през ноември 2001 г. той никога не се е срещал и не е разговарял със Стивън Спилбърг, нито е чел сценария. "Предпочитам да не правя това. Разбирам, че те изобразяват баща ми в по-добра светлина, отколкото беше в действителност. Стивън Спилбърг казва на сценариста Джеф Натансън, че иска пълна точност във връзката и действителното измамно поведение, което съм извършил “, каза Абагнейл . „Надявам се в крайна сметка филмът да е интересен, вълнуващ, забавен и да донесе у дома важно послание за семейството, детството и развода“. Истинският Абаггнейл никога не е виждал баща си, след като е избягал от дома си. Спилбърг „искаше да продължи да поддържа тази връзка, когато Франк се опита да угоди на баща си, като го накара да се гордее с него, като го видя в панамериканска форма“. Абагнейл  обаче похвали идеята. „Въпреки че никога повече не видях баща си, всяка вечер след един блестящ ден и срещи с много жени, печелещи много пари, се връщах сам в хотелската стая и просто мислех за мама и татко, фантазирах да ги върна отново, и се разплака. Това е оправдание за фантазията“. В сценария името на героя на Том Ханкс е Джоузеф Ший, но по неизвестни причини е променено на Карл Хенрати.

## Номинации и награди
- 2003 – Две номинации за Оскар: Най-добър поддържащ актьор (Кристофър Уокън), Най-добър филм (Джон Уилямс)
- 2003 – Номиниран за наградата Спутник за най-добър продуцентски дизайн (Сара Ноулс)
- 2003 – Номинация за Златен глобус за най-добър актьор – драма (Леонардо ди Каприо)
- 2003 г. – награда БАФТА за най-добър поддържащ актьор (Кристофър Уокън), плюс три номинации: Най-добър адаптиран сценарий (Джеф Натансън), Най-добър филм (Джон Уилямс), Най-добри костюми (Мери Зофрис)
- 2003 – Награда на Гилдията на екранните актьори за най-добър поддържащ актьор (Кристофър Уокън)
- 2004 г. – номинация за Грами за най-добър саундтрак албум (Джон Уилямс)